# Neomochtherus hypopygialis
Neomochtherus hypopygialis là một loài ruồi trong họ Asilidae. Neomochtherus hypopygialis được Schaeffer miêu tả năm 1916. Loài này phân bố ở vùng Tân Bắc giới.